# Poudre
Pour les articles homonymes, voir Poudre (homonymie).

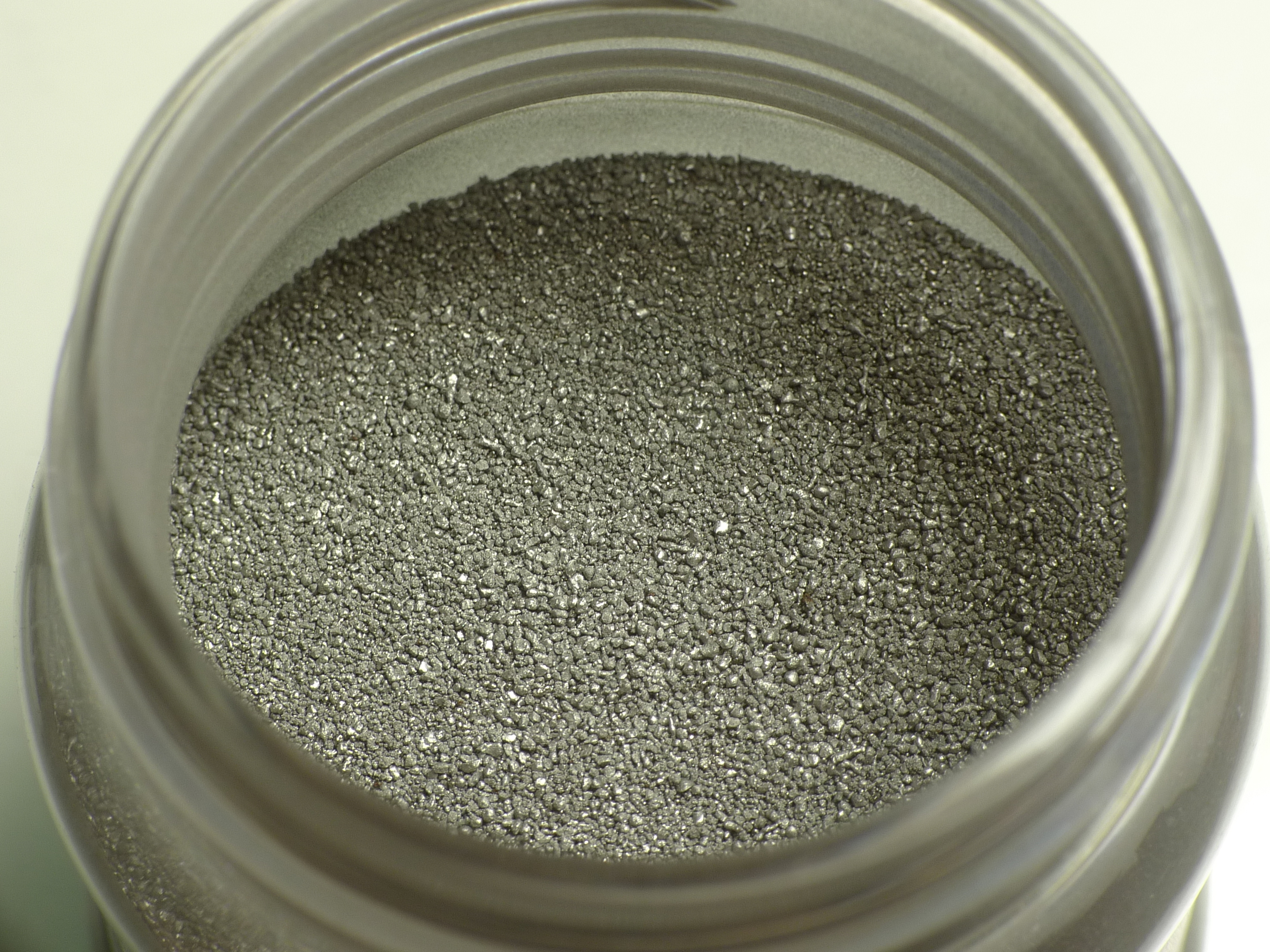
Poudre de fer.

Cannelle, entière et réduite en poudre

La poudre est un état fractionné de la matière. Il s'agit d'un solide présent sous forme de petits morceaux, en général de taille inférieure au dixième de millimètre (100 µm).

## Surface spécifique
Les poudres possèdent une grande surface spécifique. Cela permet des interactions rapides avec le milieu dispersant, en général l'air ou un liquide. Par exemple, la réduction du blé sous forme de poudre (semoule, farine) permet un meilleur mélange avec l'huile ou l'eau, par exemple pour la préparation d'une pâte en cuisine.
Cette surface spécifique confère aux poudres une grande réactivité. On réduit fréquemment des réactants ou des catalyseurs solides sous forme de poudre pour accélérer une réaction.
Il existe un cas particulier de l'oxydation par l'oxygène de l'air. En effet, cette oxydation est une réaction de surface, qui est exothermique. Dans le cas d'un solide massif, la surface de contact solide/air est faible, la réaction est donc lente et la chaleur libérée est diffusée dans le solide et évacuée par l'air, l'élévation de température est donc faible.
En revanche, dans le cas d'une poudre, la surface de contact est très importante, donc la réaction très rapide voire violente ; par ailleurs, les grains ayant une faible masse, leur température s'élève, ce qui peut provoquer l'emballement de la réaction.
Il y a donc un risque d'explosion, qui peut survenir notamment dans les silos à grain, dans les mines (poussier) et lors de la manipulation de métaux pulvérulents.

## Granulométrie
On caractérise  une poudre par sa granulométrie, c'est-à-dire la répartition statistique de la taille des grains. On trace la courbe représentant le nombre de grains ayant un diamètre donné, ou encore le volume représentant les grains ayant un diamètre donné (en supposant des grains sphériques).
Dans le cas le plus simple, on a une répartition unimodale, c'est-à-dire que les grains ont à peu près tous le même diamètre, la répartition granulométrique formant une courbe en cloche. Mais on peut aussi avoir une répartition bimodale (deux tailles de grains différentes) ou plus complexe.

## Toxicité
Les poudres ont le plus souvent une toxicité spécifique par inhalation. Des produits parfaitement inoffensifs, comme la farine ou la silice, deviennent nocifs lorsqu'ils sont finement divisés et peuvent se trouver en suspension dans l'air.